# Elvira: Mistress of the Dark
Elvira, Mistress of the Dark conocida en castellano con los títulos de Elvira, reina de las tinieblas (en España), Elvira: misterio de la obscuridad (en México) y Elvira, la dama de la oscuridad (en el resto de Hispanoamérica) es una película de comedia y horror estrenada en 1988. Fue dirigida por James Signorelli y protagonizada por Cassandra Peterson quien hace el papel de Elvira, la sexy presentadora de un programa de terror. La trama fue escrita por John Paragon y Sam Egan. Inspirando el videojuego homónimo Elvira: reina de las tinieblas.

## Sinopsis
Elvira (Cassandra Peterson) es presentadora de un programa de televisión barato sobre filmes de terror. Todo cambia al heredar de su tía Morgana (Cassandra Peterson) una vieja mansión en Fallwell, Massachusetts, una pequeña ciudad con apenas 1313 habitantes. Elvira sueña con vender la casa e ir a Las Vegas para montar su propio espectáculo de baile, pero encuentra dos serios problemas: el primero, los adultos conservadores de la ciudad, que se horrorizan por cómo ella se viste y comporta. Ellos, encabezados por la influyente Chastity Pariah (Edie McClurg), hacen fuerte oposición a la presencia de Elvira en la localidad. El segundo problema es Vincent Talbot (William Morgan Sheppard), un tío abuelo de Elvira quien heredó nada pero desea tener de cualquier modo un "libro de recetas" -el cual también lo heredó Elvira- que le da inmensos poderes a su dueño para hacer diversas brujerías.

## Elenco
- Cassandra Peterson como Elvira / Tía Morgana Talbot.
- William Morgan Sheppard como Tío-Abuelo Vincent Talbot.
- Daniel Greene como Bob Redding.
- Susan Kellermann como Patty.
- Edie McClurg como Chastity Pariah.
- Kurt Fuller como Sr. Glotter
- Jeff Conaway como Travis.
- William Duell como Lesley Meeker.
- Pat Crawford Brown como Sra. Meeker
- Ellen Dunning como Robin Meeker.
- Ira Heiden como Bo ("el nerd").
- Tress MacNeille como Conductora de noticiero.

## Secuela
En 2001, The Elvira Movie Company y Media Pro Pictures lanzaron Elvira's Haunted Hills, la secuela